# Laura Dijkema
Laura Dijkema, född 18 februari 1990 i Assen, Nederländerna, är en nederländsk volleybollspelare (passare). Hon spelar (2025) för LOVB Omaha i USA. Tidigare har hon spelat för lag i Italien, Ryssland, Tyskland, Turkiet och Nederländerna..